# Сербська Вікіпедія
Сербська Вікіпедія — розділ Вікіпедії сербською мовою. Усі статті пишуться у двох варіантах — кирилицею і латиницею, читач може вибирати будь-який варіант для перегляду.
Ця мовна версія Вікіпедії була заснована 16 лютого 2003 року, подолала межу в 100 000 статей 20 листопада 2009 року, 6 липня 2012 року межу у 200 000 статей, а межу в 300 000 статей — 3 листопада 2014 року.
Сербська Вікіпедія станом на 27 березня 2025 року містить 704 668 статей, 413 582 зареєстрованих користувачів, 2435 активних дописувачів, 15 адміністраторів
. Загальна кількість сторінок в сербській Вікіпедії — 4 192 377, редагувань — 29 103 374, завантажених файлів — 39 091
. Глибина (рівень розвитку мовного розділу) сербської Вікіпедії велика і становить 170.1 пунктів
. 
За кількістю статей перебуває на 22-му місці серед усіх мовних розділів (між каталонською й індонезійською Вікіпедіями) та на 4-му місці серед слов'яномовних розділів Вікіпедії (між українською та чеською).

## Різні варіанти
Сербська мова використовує два алфавіти — кирилицю і латиницю.
Коли була створена сербська Вікіпедія, всі статті були написані кирилицею. Згодом з'явилися спроби написати версії латиницею і для цього було використано бота, який спочатку здійснив транслітерацію для близько 1000 статей. Проте згодом таку діяльність були припинено через певні технічні труднощі, а згодом цю концепцію покинули через сприяння моделі китайської Вікіпедії.
Через декілька місяців програмне забезпечення було вдосконалено, і тепер кожен відвідувач може використовувати обидва алфавіти для написання чи редагування статей.

## Історія
- 23 серпня 2007 — 50 тис. статей.
- 10 лютого 2009 — 71 212 статті
- 24 липня 2009 — 80 243 статті
- 24 вересня 2009 — 96 860 статей
- 20 листопада 2009 — 100 тис. статей.
- 18 травня 2010 — 114 616 статей
- 17 жовтня 2011 — 5 млн правок
- 20 листопада 2011 — 150 тис. статей.
- 6 липня 2013 — 200 тис. статей. (шляхом ботозаливки коротких статей про муніципалітети США)
- 28 липня 2014 — 250 тис. статей.
- 3 листопада 2014 — 300 тис. статей.
- 11 січня 2018 — 400 тис. статей.
- 14 січня 2018 — 500 тис. статей.
- 17 січня 2018 — 600 тис. статей. (шляхом ботозаливки коротких статей про місцевості в Мексиці)